# اندیس خرانق
خرانق یک اندیس فلزی است که در حوالی شهر خرانق استان یزد قرار دارد و مادهٔ معدنی موجود در آن، مس است.سنگ میزبان این اندیس ماسه سنگ است و دیرینگی آن به دوران ژوراسیک می‌رسد. 